# ケヴィン・ピーター・ホール
ケヴィン・ピーター・ホール（Kevin Peter Hall, 1955年5月9日 - 1991年4月10日）は、アメリカ合衆国の俳優。アフリカ系アメリカ人。
主にスーツアクターとして活躍、特に『プレデター』シリーズのプレデター役で有名。身長220センチという長身を誇った。

## 来歴
ピッツバーグ出身。両親・兄弟（6人兄弟）とも身長190センチ以上という長身一家である。高校時代はその長身を生かしてバスケットボールで活躍、推薦でジョージ・ワシントン大学に入学。バスケットボールに打ち込むかたわら、演劇を学ぶ。卒業後、バスケットボール選手としてベネズエラに渡るが、1年で帰国。大学時代の恩師を頼りロサンゼルスで俳優の仕事を始める。
1987年、『プレデター』でプレデター役（とラストシーンでのヘリコプター・パイロット役の二役）を演じて有名となり、今後の活躍が期待されていた。しかしロサンゼルスで遭った自動車事故で負った傷の手術で行なわれた輸血がもとでHIVに感染してしまい、それを公表したうえで、妻の献身的な看病を受けていたが、1991年4月10日、肺炎のため35歳で死去した。

## 主な出演作品

### 映画
| 公開年 | 邦題 原題                                                           | 役名                             | 備考           |
| ------ | ------------------------------------------------------------------- | -------------------------------- | -------------- |
| 1979   | プロフェシー/恐怖の予言 Prophecy                                    | ミュータント・ベア・カターディン | クレジットなし |
| 1982   | 吸精鬼/ワン・ダーク・ナイト One Dark Night                          | エディ                           |                |
| 1982   | トム・ハンクスの大迷宮 Mazes and Monsters                           | Gorvil                           | テレビ映画     |
| 1984   | ワイルド・ライフ The Wild Life                                      | 用心棒                           |                |
| 1986   | モンスター・イン・ザ・クローゼット/暗闇の悪魔 Monster in the Closet | モンスター                       |                |
| 1987   | ハリーとヘンダスン一家 Harry and the Hendersons                     | ハリー                           |                |
| 1987   | プレデター Predator                                                 | プレデター                       |                |
| 1988   | ピーウィー・ハーマンの空飛ぶサーカス Big Top Pee-wee                | ビッグ・ジョン                   |                |
| 1990   | プレデター2 Predator 2                                              | プレデター                       |                |
| 1991   | 地獄のハイウェイ Highway to Hell                                    | Charon                           |                |

### テレビシリーズ
| 放映年    | 邦題 原題                                       | 役名                               | 備考                           |
| --------- | ----------------------------------------------- | ---------------------------------- | ------------------------------ |
| 1985-1988 | ミラクル・エスパーズ! Misfits of Science        | エルヴィン（エル）・リンカーン博士 | 16エピソード（レギュラー出演） |
| 1989      | 新スタートレック Star Trek: The Next Generation | レロイ                             | 1エピソード                    |
| 1989-1990 | 227                                             | ウォレン・メリウェザー             | 8エピソード                    |
| 1991      | Harry and the Hendersons                        | ハリー                             | 16エピソード                   |